# Jansen (Nebraska)
Jansen es una villa ubicada en el condado de Jefferson en el estado estadounidense de Nebraska. En el Censo de 2010 tenía una población de 118 habitantes y una densidad poblacional de 198.95 personas por km².

## Geografía
Jansen se encuentra ubicada en las coordenadas 40°11′10″N 97°5′0″O / 40.18611, -97.08333. Según la Oficina del Censo de los Estados Unidos, Jansen tiene una superficie total de 0.59 km², de la cual 0.59 km² corresponden a tierra firme y (0 %) 0 km² es agua.

## Demografía
Según el censo de 2010, había 118 personas residiendo en Jansen. La densidad de población era de 198.95 hab./km². De los 118 habitantes, Jansen estaba compuesto por el 99.15 % blancos, el 0 % eran afroamericanos, el 0 % eran amerindios, el 0 % eran asiáticos, el 0 % eran isleños del Pacífico, el 0 % eran de otras razas y el 0.85 % pertenecían a dos o más razas. Del total de la población el 0 % eran hispanos o latinos de cualquier raza.